# リプチンスキーの定理
リプチンスキーの定理（りぷちんすきーのていり、英：The Rybczynski theorem）は、財の相対価格が一定の下で、ある生産要素の要素賦存量が増加するとその生産要素を集約的に用いて生産する財の生産量が増加し、他の財の生産量が減少するという理論的結果。ポーランド生まれのイギリスの経済学者、タデウス・リプチンスキーが1955年の論文で示した。ヘクシャー＝オリーン・モデルから導かれる。

## 概要
国際貿易理論のヘクシャー＝オリーン・モデルを用いて、2国間で生産要素が移動することによる効果を検証することができる。労働の国際移動は移住とよばれ、資本の国際移動は海外直接投資と呼ばれる。このような生産要素の国際移動は、財の生産量の変化をもたらす。
例えば、資本集約的な「自動車」と労働集約的な「靴」の2つの財が存在する経済を考える。
- 移民の増加で、労働の要素賦存量が増大したとする。すると、靴の生産量が増加し、自動車の生産量が減少する。
  - 労働の要素賦存量が増加したのであるから、靴の生産量が増加することは直感的に理解できる。
  - 自動車の生産量が「減少する」という結果が直感に反するかもしれない。この結果は資本が自由に産業間を移動できることから生まれる。労働の要素賦存量が増加すると、その多くは靴の生産者として雇用される。その結果、靴産業では資本の限界生産性が上昇し、それに反応して資本が自動車産業から靴産業に移動してしまうのである。自動車産業では生産要素を失うことになるので、生産量が減少する。

- 直接投資の流入が増大し、資本の要素賦存量が増大したとする。すると、自動車の生産量が増加し、靴の生産量が減少する。
  - 資本の要素賦存量が増加したのであるから、自動車の生産量が増加することは直感的に理解できる。
  - 靴の生産量が「減少する」という結果が直感に反するかもしれない。この結果は労働が自由に産業間を移動できることから生まれる。資本の要素賦存量が増加すると、その多くは自動車の生産に使われる。その結果、自動車産業では労働の限界生産性が上昇し、それに反応して労働が靴産業から自動車産業に移動してしまうのである。靴産業では生産要素を失うことになるので、生産量が減少する。

リプチンスキーの定理は財市場における相対価格が変化しないことを条件に成立する。短期的には要素賦存量の変化によって財の相対価格は変化するので、それが初期時点に水準に戻る長期における結果であると解釈できる。また、資本も労働も産業間を移動できることから、やはり長期における結果であると解釈できる。

## 実証的妥当性
- アメリカの1980年代の移民の増加による生産要素賦存量の変化を影響を分析した論文では、高学歴移民と低学歴移民が増加したカリフォルニアでそうした労働者を集約的に用いる産業で生産量の増え、高学歴移民が増加した東海岸北部では高学歴労働者を集約的に用いる産業で生産量が増えたことが観察されている[3]。
- 1980年のマリエル難民事件では、12万5千人ものキューバ人難民がマイアミに到来した。その多くが、低学歴な労働者であったことから、非熟練労働集約的な産業で生産量が増大し、熟練労働集約的なハイテク産業で生産量が減少したことが報告されている[4]。
- 移民が増加しても賃金があまり変化しないことに対する理論的な説明として、リプチンスキーの定理が用いられることがある[5]。この定理は、生産要素が産業間を移動することによる調整で要素価格が変化しないことを予測するからである。